# Plastotephritis gratiosa
Plastotephritis gratiosa är en tvåvingeart som beskrevs av Günther Enderlein 1922. Plastotephritis gratiosa ingår i släktet Plastotephritis och familjen bredmunsflugor. Inga underarter finns listade i Catalogue of Life.